# Planococcus tanzaniensis
Planococcus tanzaniensis är en insektsart som beskrevs av Cox 1989. Planococcus tanzaniensis ingår i släktet Planococcus och familjen ullsköldlöss.
Artens utbredningsområde är Tanzania. Inga underarter finns listade i Catalogue of Life.